# Arno Doomernik
Arnold Doomernik, detto Arno ('s-Hertogenbosch, 14 agosto 1970), è un ex calciatore olandese, di ruolo centrocampista.

## Palmarès

### Club

#### Competizioni nazionali
- Coppa dei Paesi Bassi: 2

Roda JC: 1996-1997, 1999-2000